# إيزاك باتيوايل
إيزاك باتيوايل (بالإندونيسية: Isaak "Tjaak" Pattiwael) (23 فبراير 1914 – 16 مارس 1987) هو مهاجم كرة قدم إندونيسي سابق، شارك مع منتخب الهند الشرقية الهولندية في كأس العالم 1938.

## وصلات خارجية
إيزاك باتيوايل على موقع الاتحاد الدولي (مؤرشف)  (الإنجليزية)
- إيزاك باتيوايل على موقع قاعدة بيانات كرة القدم.إي يو (الإنجليزية)
- إيزاك باتيوايل على موقع ناشيونال فوتبول تيمز (الإنجليزية)
- إيزاك باتيوايل على موقع عالم كرة القدم.نت (الإنجليزية)